# Dimpna de Irlanda
Santa Dimpna (Dymphna, Damhnait), Virgen y Mártir, fue la hija de un rey pagano de Irlanda y su esposa cristiana del siglo VII. Fue asesinada por su padre. La historia de Santa Dimpna se registró por primera vez en el siglo XIII por un canónigo de la Iglesia de St. Aubert en Cambrai, por encargo del obispo de Cambrai, Guy I (1238-1247). El autor declara expresamente que sus escritos se sustentaban sobre la base de una larga tradición oral y una historia convincente de curaciones inexplicables y milagrosas de los enfermos mentales.
La Iglesia católica celebra su memoria litúrgica el 30 de mayo. Antes de la reforma litúrgica promovida por el Concilio Vaticano II, su celebración tenía lugar el 15 de mayo.

## Biografía
Santa Dimpna nació en Irlanda en el siglo VII. Su padre era el rey Damon de Oriel de religión pagana, sin embargo su madre era una devota cristiana. Cuando Dimpna tenía 14 años, su madre murió y esto causó trastornos mentales a Damon. Cuando por fin decidió volverse a casar trató de encontrar a una mujer que se pareciera a su difunta esposa, al no encontrarla comenzó a desear a su hija debido al gran parecido físico.
Al darse cuenta de las intenciones de su padre, con quince años huyó de su corte acompañada de su confesor Gerebernus y de dos servidores de confianza hacia el territorio de los francos ripuarios (Bélgica). Allí se instalaron en los bosques de la Kempen, cerca de la ciudad de Geel, y vivieron como ermitaños, cuidando a pobres y necesitados.
El rey dio con ellos en la capilla de San Martín, ordenó matar a Gerebernus y trató de que ella regresara con él a Irlanda. Furioso ante la negativa, Damon sacó su espada y golpeó la cabeza de su hija. Ella tenía 15 años de edad.
Después de que Dimpna y Gerebernus fueran martirizados, los residentes de Geel los enterraron en una cueva cercana. Años más tarde, decidieron trasladarlos a un lugar más adecuado. Según la tradición, los obreros encontraron dos sarcófagos de piedra, uno de ellos con la inscripción "Dympna". Los restos de Santa Dimpna se colocaron en un relicario de plata y colocada en la iglesia de Geel. Los restos de San Gerebernus fueron trasladados a Xanten, Alemania.
En 1286, se construyó al lado de la capilla una casa para dar cabida al creciente número de peregrinos, y luego una institución mental real, todavía activo. Su santuario se terminó en 1749.

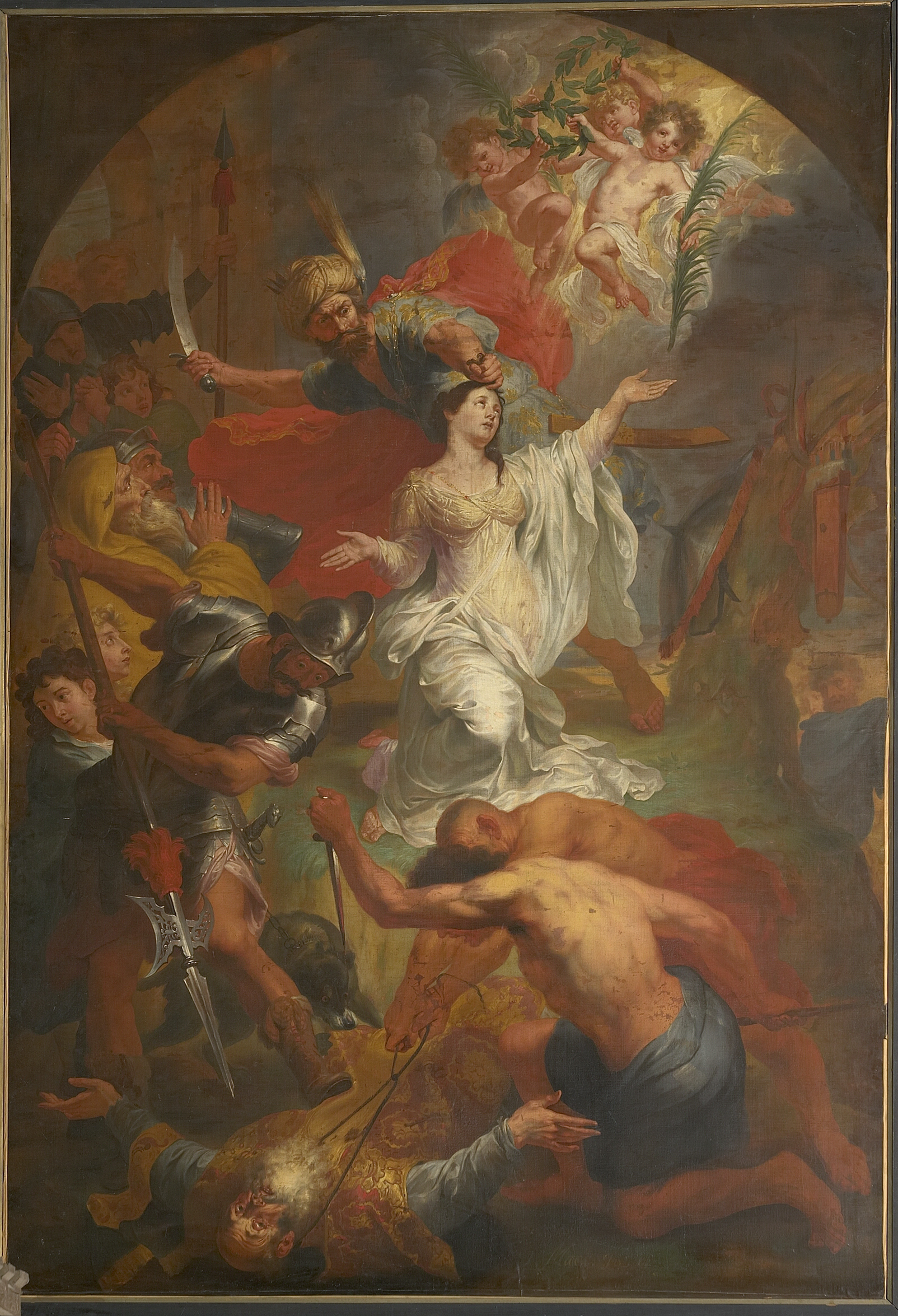
Martirio de Santa Dimpna y San Gerebernus.